# Milionia tricolor
Milionia tricolor là một loài bướm đêm trong họ Geometridae.